# Aage Berntsen
Aage Berntsen (16 mai 1885-16 avril 1952) est un escrimeur, poète, médecin et artiste danois. 

## Biographie
Aage Berntsen participe à cinq épreuves aux Jeux olympiques d'été de 1920.
Il est le fils du premier ministre danois Klaus Berntsen et son frère est le tireur Oluf Berntsen (en).
Parmi sa poésie et ses écrits, il est surtout connu pour le texte de Fynsk Foraar (en) avec une musique de Carl Nielsen.